# Ongokea gore

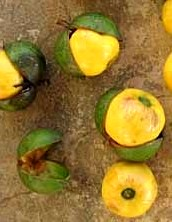
Steinfrüchte mit beständigem Kelch

Ongokea gore in ein großer Baum in der Familie der Olacaceae aus West- und Zentralafrika. Es ist die einzige Art der Gattung Ongokea.

## Beschreibung
Ongokea gore wächst als immergrüner Baum bis zu 40–50 Meter hoch. Der Stammdurchmesser erreicht 100–150 Zentimeter. Es sind Wurzelanläufe vorhanden. Die Borke ist feinrissig und in kleinen Schuppen abblätternd.
Die einfachen, ledrigen Laubblätter sind wechselständig und ganzrandig. Der dünne und kurze Blattstiel ist bis 1 Zentimeter lang. Die Blätter sind elliptisch und bespitzt sowie etwa 5–12 Zentimeter lang. Nebenblätter fehlen.
Es werden achselständige Rispen mit zymös-doldigen Blütengruppen gebildet. Die vier- (oder fünf)zähligen und dünn- sowie langstieligen, grünlichen, kleinen Blüten mit doppelter Blütenhülle sind zwittrig oder funktionell eingeschlechtlich. Der kleine Kelch ist tellerförmig mit kurzen Zipfeln und die leicht spatel- oder zungen- an der Spitze kapuzenförmigen, klappigen Petalen sind zurückgelegt bis umgerollt. Die Staubblätter sind röhrig in einem Synandrium verwachsen. Der einkammerige Fruchtknoten ist oberständig, der Griffel ist etwa so lang oder knapp länger wie die Staubblattröhre. Es ist ein lappiger, fleischiger Diskus vorhanden.
Es werden einsamige, rundliche und gelbe, fleischige, kahle Steinfrüchte, mit etwas vertieften, runden Griffel- und Staubbeutelresten an der Spitze, in einem beständigen, grünen und dicklichen, zwei-, dreiteiligen Kelch gebildet. Sie sind etwa 2,5–4 Zentimeter groß, mit einem großen und kugeligen Steinkern.

## Taxonomie
Die Erstbeschreibung des Basionyms Aptandra gore erfolgte 1895 durch Henri Hua in Bull. Mus. Hist. Nat. (Paris) 1: 315. Jean Baptiste Louis Pierre beschrieb 1897 die monotypische Art Ongokea klaineana in Bull. Mens. Soc. Linn. Paris 2: 1313, 14, stellte dann die Übereinstimmung mit Aptandra gore fest und kombinierte dann daraus zeitnah die Neukombination Ongokea gore. Ein weiteres Synonym ist Ongokea kamerunensis Engl.

## Verwendung
Die Früchte sollen essbar sein. Aus den Samen wird Isanoöl gewonnen, welches nicht essbar, aber für industrielle Anwendungen genutzt wird.
Die Rinde wird medizinisch verwendet.
Das mittelharte, recht schwere Holz ist gut beständig aber schlecht behandelbar. Es ist bekannt als Angueuk.